# En gång i tiden (del 2)
En gång i tiden (del 2) è il terzo album in studio del cantante svedese Benjamin Ingrosso, pubblicato nel 2021.

## Tracce
1. Ouvertyr – 0:54
2. Allt det vackra – 3:24
3. Det stora röda huset (featuring Moonica Mac) – 2:58
4. I min lägenhet – 3:40
5. Stockholm – 3:08
6. Judy min vän – 3:32
7. En gång i tiden – 3:33
8. Avslutning – 1:20

## Classifiche
| Classifica (2021) | Posizione massima |
| ----------------- | ----------------- |
| Svezia            | 1                 |